# Мунк, Эльна
Эльза Мунк (дат. Clara Elisabeth Andersen, урождённая Сараув (дат. Sarauw); 13 июня 1871, Petersværft, Зеландия — 17 ноября 1945, Копенгаген) — датская феминистка и политик, член Датской социальной либеральной партии). Она была соучредителем Национальной ассоциации за избирательное право женщин (дат. Landsforbundet for Kvinders Valgret, LKV) в 1907 году, более радикального из двух основных датских суфражистских движений, и вместе с Йоханной Рамбуш возглавляла его.

## Биография
Эльза Мунк родилась 13 июня 1871 года в семье лесничего Конрада Августа Николауса Сараува и Бетси Вильгельмины Хансен. Она была младшей сестрой Клары Тюбьерг (1864—1941). Она окончила школу Н. Захле, изучала математику в Копенгагенском университете и стала второй женщиной-математиком, окончившей этот университет после Тюры Эйбе. Она работала учительницей в школе Мари Крусе в 1900—1918 годах, а в 1902 году вышла замуж за политика Петера Рокегуне Мунка.
Эльна Мунк была заместителем председателя Национальной ассоциации за избирательное право женщин с момента её основания и до её роспуска после введения женского избирательного права в 1915 году. Она была организатором местных секций этой ассоциации и представляла Данию на конгрессах Международного альянса женщин с 1906 по 1923 год.
В 1918 году, когда женщины могли стать кандидатами на общенациональных выборах, Мунк была одной из первых четырёх женщин, избранных в Фолькетинг (датский национальный парламент). Она занимала своё место парламентария до 1935 года.
Эльна Мунк умерла 17 ноября 1945 года в Копенгагене.